# Far Eastern Banqiao Tower
Le Far Eastern Banqiao Tower est un gratte-ciel de 207 mètres de hauteur construit de 2010 à 2013 dans le district de Banqiao de Nouveau Taipei, à Taïwan. Adossé à un vaste centre commercial développé par Far Eastern Group, il abrite essentiellement des bureaux mais aussi un hôtel et des restaurants.
En 2023, c'est l'un des cinq plus haut gratte-ciel de l'agglomération de Taipei.
L'architecte est l'agence taïwanaise Artech